# Schiffswerft Laubegast

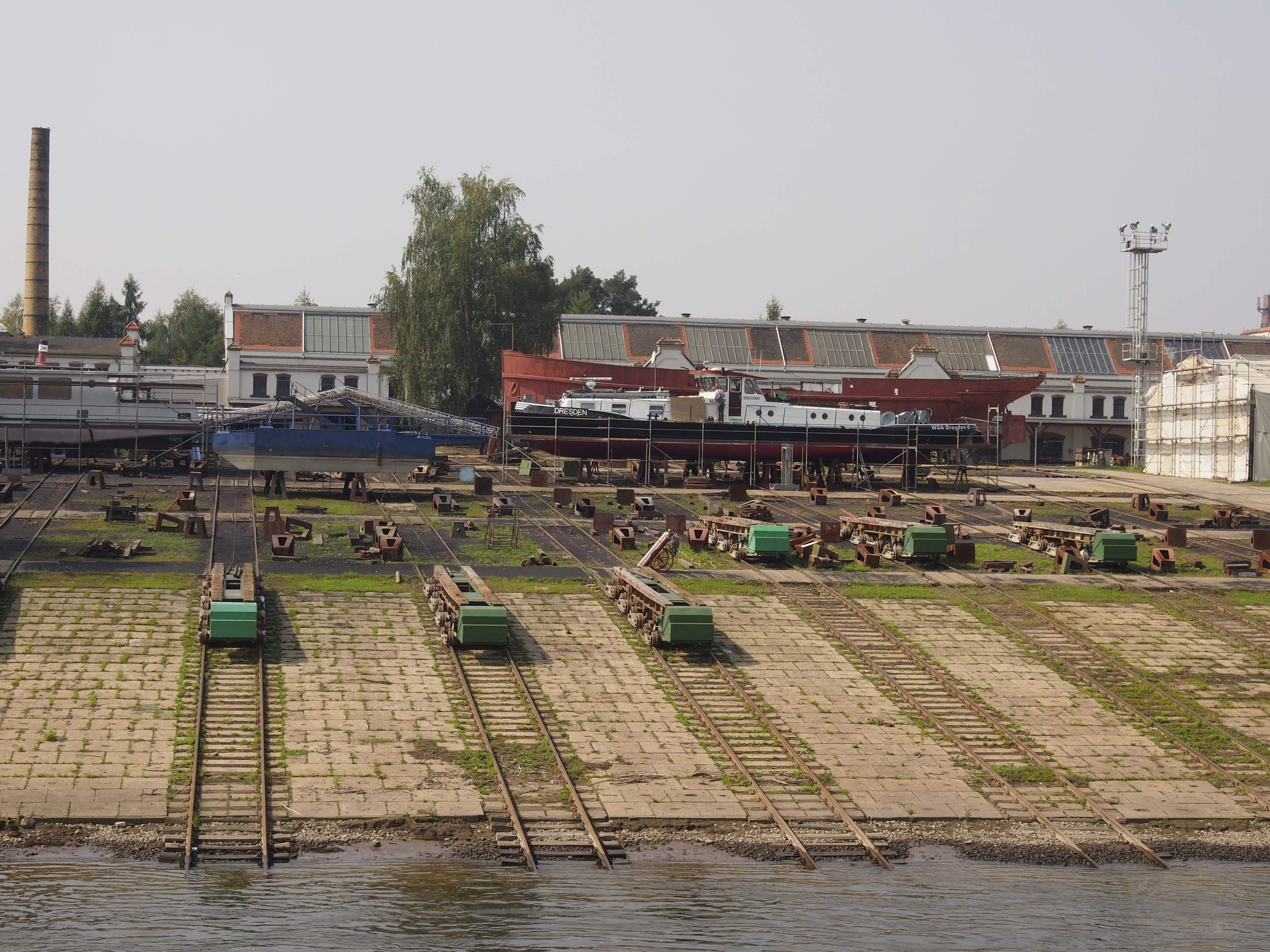
Blick von der Elbe auf die Slipanlagen der Schiffswerft

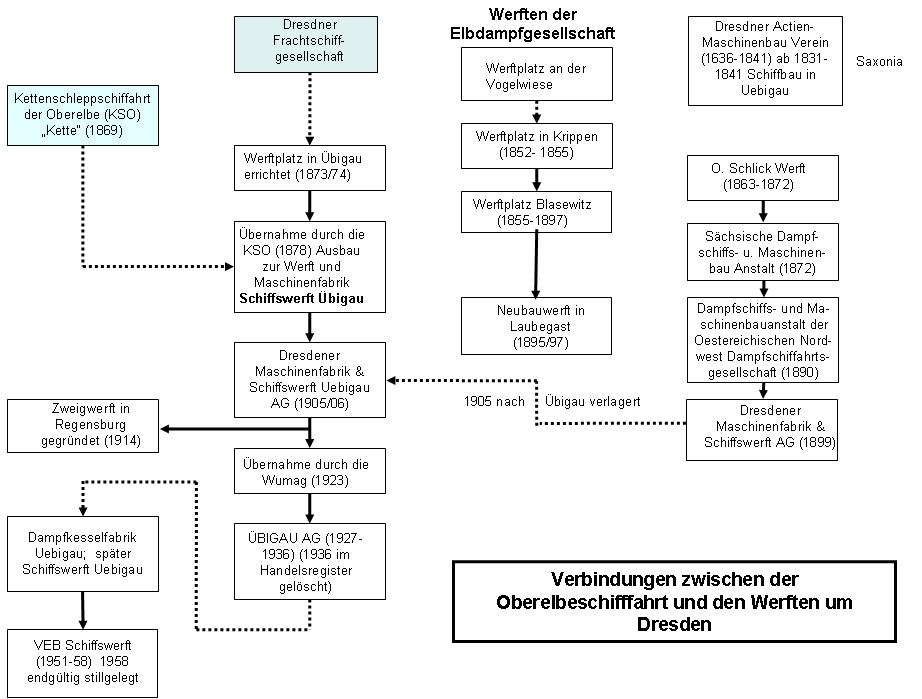
Elbdampfschiffahrtsgesellschaft (und Nachfolger) und ihre Werften

Die Schiffswerft Laubegast entstand von 1895 bis 1898 im heutigen Dresdner Stadtteil Laubegast, nachdem die als Elbdampfschiffahrts-Gesellschaft gegründete Sächsisch-Böhmische Dampfschiffahrtsgesellschaft ihre 1855 in Blasewitz errichtete Werft auf Betreiben der aufstrebenden Villengemeinde verlegen sollte. 
Sie ist die letzte verbliebene Schiffswerft in Dresden.

## Werft Blasewitz

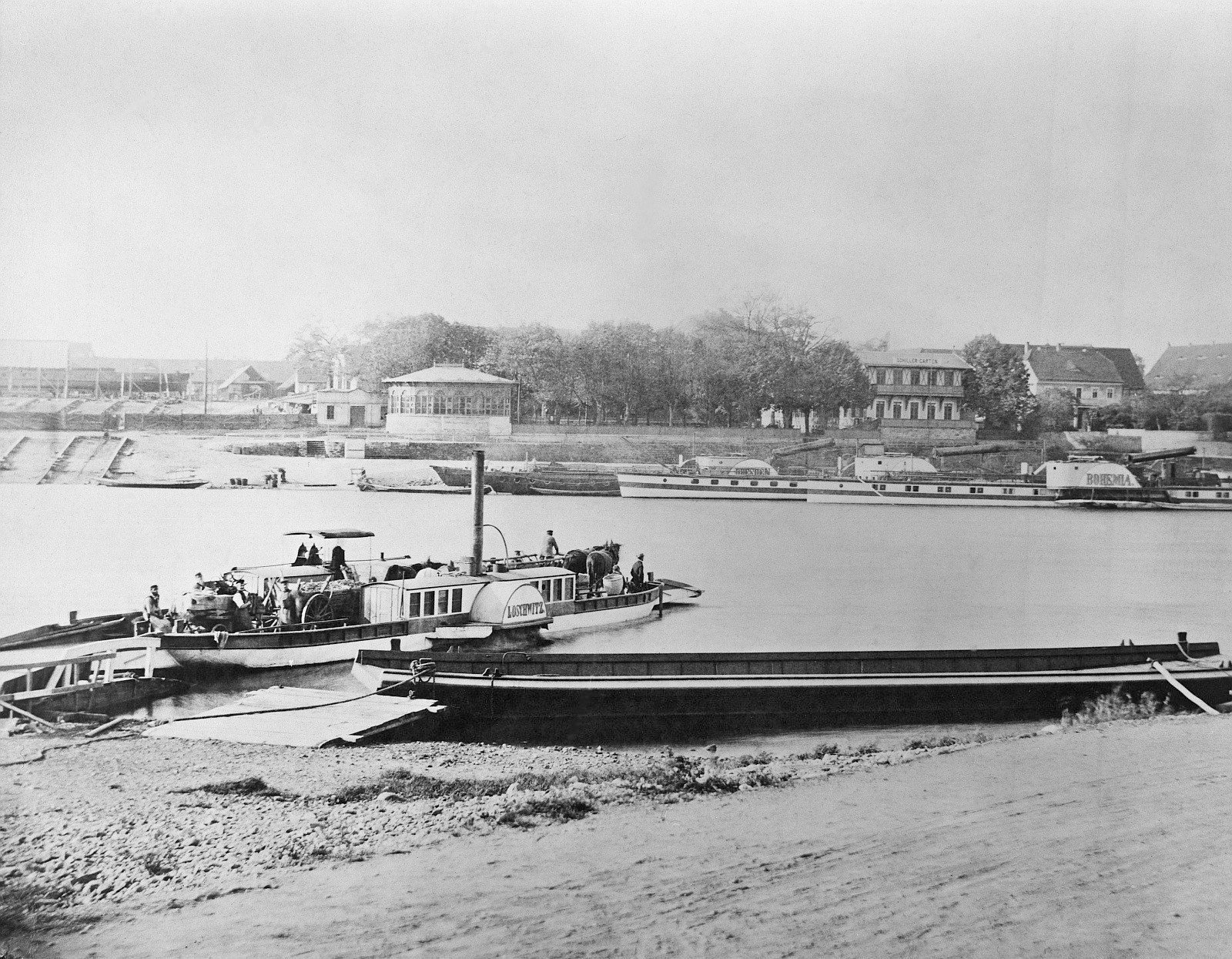
Die Raddampfer Dresden (hier noch mit schwarzem Anstrich), Meissen und Bohemia am Anleger Blasewitz. Auf der Werft die im Bau befindliche Germania

Die Dampfschifffahrt auf der Oberelbe begann im Jahr 1835, als ein Heckraddampfboot von Heinrich Wilhelm Calberla, Besitzer der Calberlaschen Zuckersiederei, am 7. Mai 1835 von Hamburg kommend mit zwei Kähnen im Schlepp in Dresden eintraf. Die am 25. März 1836 mit einer konstituierenden Sitzung gegründete Elbdampfschiffahrts-Gesellschaft erhielt am 8. Juli 1836 das Privileg zur Dampfschifffahrt im Königreich Sachsen durch König Friedrich August II.
Da der 1851 für sechs Jahre gepachtete Werftplatz in Krippen zu weit ab lag, erwarb die Vereinigte Sächsisch-Böhmische Dampfschiffahrt 1855 das Naumannsche Stadtgut in Blasewitz und baute es zur Werft aus. Die ersten Neubauten der Werft, die Raddampfer Pillnitz (1857) und Meissen (1857) wurden von der Schiffbauanstalt W. U. Pearce in Ludwigshafen/Rh gebaut und in der Werft Blasewitz aus den angelieferten Teilen zusammengebaut. Die Teile der 1858 gebauten Aussig und der 1863 gebauten Waldschlösschen wurden von der Schweizer Maschinenbauanstalt Escher Wyss & Co. in Zürich angeliefert.
Ab 1858 entstanden hier die kompletten Neubauten für die Gesellschaft, die im Verkehr der Oberelbe eingesetzt wurden. Die 1858 gebaute Kronprinz war das erste Schiff eigener Konstruktion. In Anlehnung an die Aussig hatte das Schiff noch ovale Fenster. Während die 1860 gebaute Maria noch einfache eckige Fenster erhielt, war die 1861, als drittes Schiff gebaute Pirna, das erste Schiff mit den typischen doppelten Fenstern. Am 26. März 1867 erfolgte die Umwandlung der Gesellschaft in die Sächsisch-Böhmische Dampfschiffahrts-Gesellschaft (SBDG). Bis 1898 wurden auf der Werft 43 Raddampfer und vier Fährdampfer gebaut, darunter die Dampfer Stadt Wehlen (1879), Diesbar (1884), Meissen (1885), Pillnitz (1886), Tetschen (1892, erstes Schiff mit elektrischer Lichtanlage), Bodenbach (1896, erster Dampfer mit Oberdeck), Riesa (1897, jetzt im maritimen Museum in Oderberg/Brandenburg) und Königstein (1892, jetzt Gaststätte Seeperle am Süßen See bei Halle/Saale). Als letztes Schiff lief die 1898 gebaute Karlsbad vom Stapel.
Doch der Bau der Elbebrücke „Blaues Wunder“ (eröffnet 1893) und die zunehmende Villennutzung durch begüterte Bürger in der Gemeinde begründeten einen Umzug an einen anderen Standort.

## Werft Laubegast
Den neuen Platz fand man in Laubegast auf einem 36.000 m² großen Gelände des ehemaligen Holzhändlers August Oswald Spalteholz, das ab 1896 ausgebaut wurde: Zu den vorhandenen und zu Büro-, Sozial- und Lagerräumen umfunktionierten Gebäuden – der Schneidemühle, einem Holzlager, einem Kontorhaus sowie einem Wohnhaus – kamen 1897/98 zwei Neubauten der Architekten Lossow & Viehweger, ein langgestreckter Werkstattbau mit Kraftzentrale (Die Transmissionswelle war 85 Meter lang, der Schornstein 25 Meter hoch) sowie ein Magazingebäude hinzu. Im Jahr 1898 wurde die Werft hierher verlegt, der Seitenraddampfer Auguste Victoria war 1899 das erste Schiff, das in Laubegast die Werft verließ. Ihr folgten bis 1929 sieben Seitenraddampfer, das letzte Schiff war 1929 die Leipzig. Zunehmend wurden auch andere Schiffe wie Motorschuten, Motorfähren und Schleppkähne ausgeführt. Bis 1945 entstanden insgesamt rund 125 Schiffe. Ein geplanter Schiffsneubau wurde 1938 nicht mehr ausgeführt, da die Laubegaster Werft für die Rüstungsproduktion benötigt wurde.
Nach Kriegsende wurde die Werft komplett als Reparationsleistung demontiert, die verbliebenen 20 Beschäftigten mussten den Neuanfang von praktisch Null an unter bescheidensten Bedingungen gestalten. Mit geborgten und geliehenen Maschinen und drei aus der Elbe geborgenen Personendampfern, die repariert wurden, sowie Gegenständen für den täglichen Bedarf begann dieser. Weitere Beschäftigte kamen als Vertriebene (in der DDR „Umsiedler“ genannt) von den Werften in Stettin und Danzig. Im „VEB Schiffswerft Laubegast“ wurde ab 1954 der Rumpf für das Küstenmotorschiff „Timmendorf“ gefertigt, der erste Neubau nach 1945, weitere 80 Schiffsneubauten, zumeist Motorfähren, Stoßboote und technische Fahrzeuge für den Wasserbau. Außerdem produzierte die Werft Flach- und Tiefwassertonnen für den Seehydrographischen Dienst der DDR. Bis zur Privatisierung 1990 umfasste die Bauliste 165 Schiffe. Zwischen 1991 und 1998 verließen noch zwölf Dampfer und drei Autofähren die Werft
Insgesamt (in Blasewitz und in Laubegast zusammen) wurden 51 Raddampfer, ausschließlich für die Sächsisch-Böhmische Dampfschiffahrts-Gesellschaft gebaut. Zwischen 1915 und 1917 besaß die Gesellschaft 34 Dampfschiffe, von denen 33 Schiffe in Fahrt waren. Sieben dieser Schiffe, das Älteste die 1879 gebaute Stadt Wehlen, sind noch heute im Einsatz und zeigen die erstaunliche Qualität der Werft im Bau und Erhalt der Schiffe. Ein Schiff, die 1881 vom Stapel gelaufene Meissen, die ab 1907 als Kronprinz Wilhelm auf der Weser fuhr, befindet sich seit 1968 teilweise im Deutschen Schifffahrtsmuseum in Bremerhaven (Mittelschiff mit Kessel, Maschine und Schaufelrädern).

## Schiffsreparaturwerft Laubegast
Nach anfänglichen Demontagen der Werften in der SBZ von 1945 bis 1948 folgte 1948 SMAD-Befehl Nr. 103, der anordnete, die Kapazitäten im Schiffbau und in der Schiffsreparatur zu erhöhen. Daraufhin wurden an Flüssen im Inland und an der Küste vorhandene Werften erweitert, neue Werften gebaut und eine eigene Schiffbauzulieferindustrie aufgebaut. Die VEB Schiffsreparaturwerft Laubegast beschäftigte sich anfangs mit der Schiffsreparatur. Der Betrieb war später ein Betriebsteil des VEB Schiffsreparaturwerften Berlin (Kombinat Binnenschiffahrt und Wasserstraßen).

## Privatisierung 1991

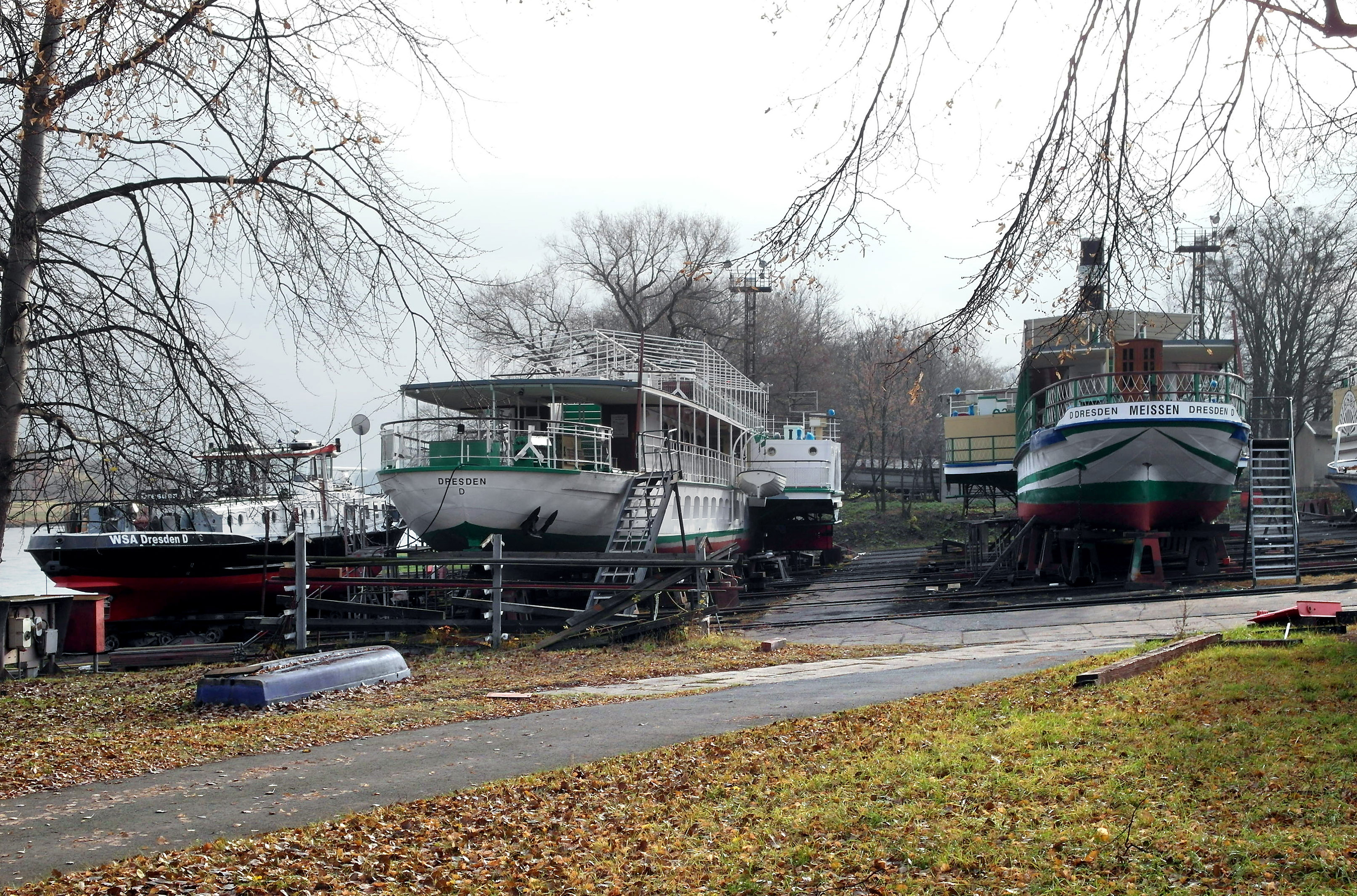
Schiffswert Laubegast 2012

Nach der Privatisierung durch die Treuhand wurde die Werft Laubegast in den Werftverbund Deutsche Binnenwerften integriert. Sinkende Aufträge führten in den Folgejahren zum Insolvenzantrag. Im Jahr 2000 wurde die Werft von Dresdner Investoren übernommen und als eigenständige Werft betrieben. 2005 wurde die Schiffswerft Laubegast verkauft und in Schiffs- und Yachtwerft Dresden GmbH (SYWD) umbenannt. Sie war weiterhin für die Wartung und Reparatur sowie Umbauten und Modernisierungen der Dampfer der Sächsischen Dampfschiffahrt (Weiße Flotte) und anderer Schiffe zuständig.
Nach einem Großauftrag für die Fähren Kwale und Likoni für Kenia, die nicht kostendeckend gebaut werden konnten, meldete die Schiffs- und Yachtwerft Dresden im Januar 2011 Insolvenz an. Am 28. März 2013 wurde die Werft zunächst geschlossen. Im April des Jahres verhandelte zunächst eine von sechs Handwerksunternehmen aus Sachsen gegründete Genossenschaft um die Übernahme der Werft. Im Frühsommer des Jahres wurde die Werft an den Siegener Unternehmer Reinhard Saal verkauft. Der Schiffbau wurde aufgegeben und Teile der Werft an die Sächsische Dampfschiffahrts-Gesellschaft vermietet, die dadurch über eine eigene Reparaturwerkstatt verfügt. 2019 wurde die Werft von den Immobilienunternehmern Sven Spielvogel und Rico Richert erworben. Der Reparaturwerftbetrieb der Dampfschifffahrt soll erhalten bleiben.